# Stagmomantis californica
La mantis de Califòrnia (Stagmomantis californica) és una espècie d'insecte mantodeu de la família Mantidae natiu de l'oest dels Estats Units.
Els adults fan 50–60 mm de llargada del cos. N'hi ha varietats verdes, grogues i marrons, els subadults i els adults tendeixen a tenir unes bandes transversals fosques a la part de dalt de l'abdomen.
A Califòrnia, es troben a les parts més càlides i seques del sud d'aquest estat i per sota dels 3.300 m d'altitud. Prefereixen l'ambient del chaparral i els ambients del desert amb prou vegetació on poder-hi pujar, amagar-se i caçar. També es troba a Mèxic. La femella també devora el mascle per tal de tenir prou proteïna per a poder formar la seva ooteca.